# Wolfgang Klapf
Wolfgang Klapf (* 14. Dezember 1978 in Leoben) ist ein österreichischer Fußballspieler. Seit Sommer 2014 steht er bei der Union Weißkirchen mit Spielbetrieb in der viertklassigen OÖ Liga unter Vertrag.

## Laufbahn

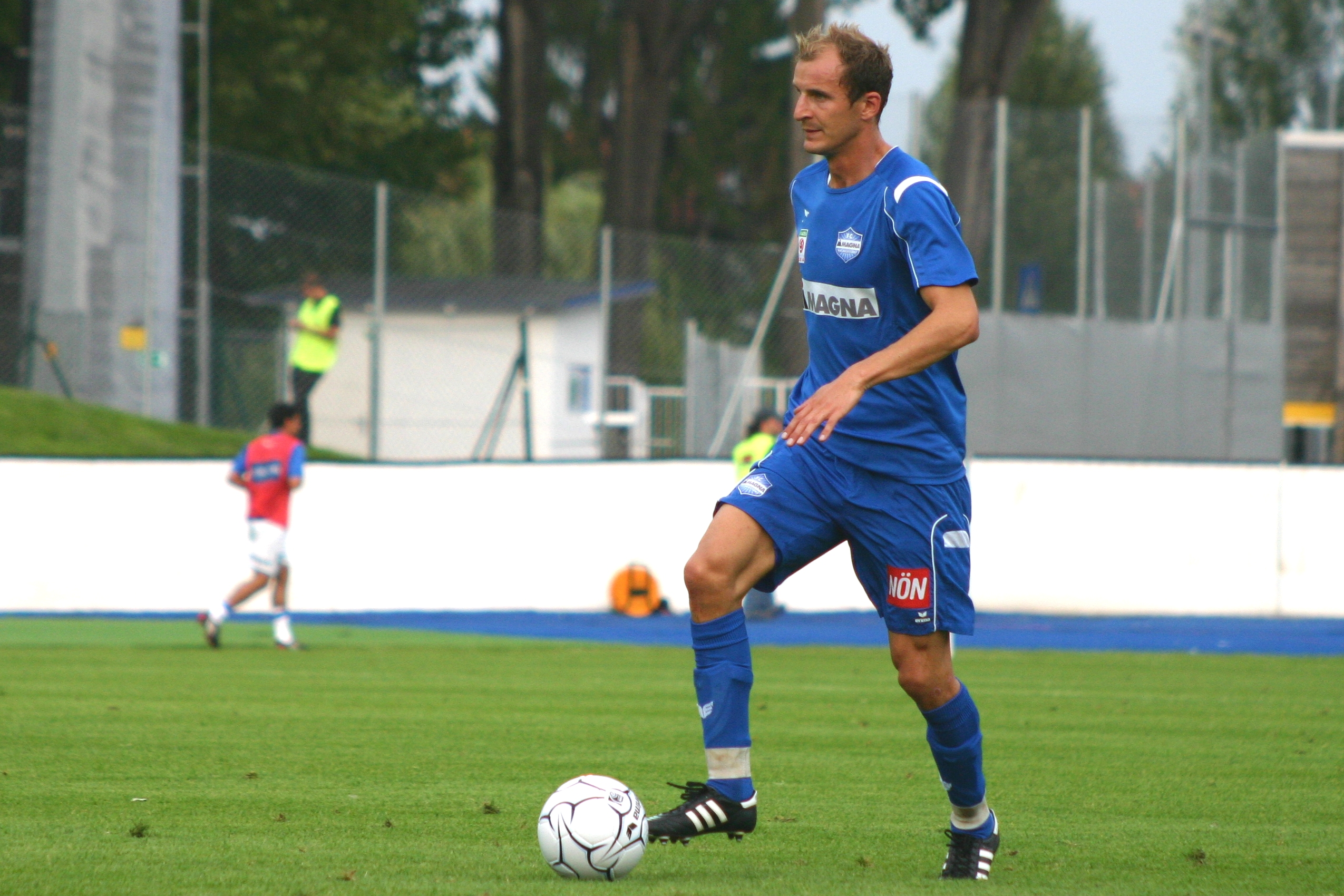
Wolfgang Klapf als Spieler des FC Magna Wiener Neustadt (2008)

Klapf begann seine Karriere beim SV Gams in der Steiermark, ehe er zum SV Rottenmann wechselte.
Beim DSV Leoben erhielt Klapf seinen ersten Profivertrag. Mit Leoben wurde er Vizemeister in der zweitklassigen Ersten Liga.
Danach wechselte Klapf zum Bundesliga-Aufsteiger LASK, wo er sein Debüt eine Saison später in der Bundesliga gab. Klapf spielte am 1. Spieltag gegen SK Austria Kärnten beim 1:0-Erfolg durch und bekam eine gelbe Karte.
Im Sommer 2008 nahm Wolfgang Klapf ein Angebot des neu gegründeten FC Magna Wiener Neustadt an, wo er sich von Beginn an einen Stammplatz in der Mannschaft sichern konnte.
Am 17. Juli 2012 gab der zwangsabgestiegene LASK die Wiederverpflichtung von Wolfgang Klapf für die neue Regionalliga-Saison bekannt.
Zur Saison 2014/15 wechselte er zur Union Weißkirchen in die OÖ Liga.